# Temple protestant d'Ars-sur-Moselle
Le temple protestant d'Ars-sur-Moselle est un édifice religieux situé rue du président Wilson à Ars-sur-Moselle. La paroisse est membre de l'Union des Églises protestantes d'Alsace et de Lorraine.

## Histoire
Pendant l’annexion, Metz et son agglomération se transforment sous l’action des autorités allemandes, qui appliquent une politique urbanistique volontariste. L’éclectisme architectural se traduit par l’apparition, dans le Pays messin, de nombreux édifices de style néo-roman tels la poste centrale, le temple neuf ou une nouvelle gare ferroviaire ; de style néogothique tels le portail de la cathédrale et le temple de Garnison, ou encore de style néo-Renaissance tel le palais du Gouverneur.
Le projet est lancé peu avant 1910 et le temple édifié en 1911-1912. L’édifice est inauguré en 1912.

## Architecture
D’allure massive, le temple, surmonté d'un clocher ramassé, est d’une grande sobriété architecturale. Seule se distingue l'entrée, accessible par des escaliers latéraux, et surmontée par un toit. Ce toit est supporté par trois colonnes trapues, à chapiteaux cubiques.
À l'intérieur, la voûte en berceau de bois, donne du caractère à l'ensemble de la nef. Les vitraux, réalisés par les ateliers Simminger après la guerre, en 1947, représente des symboles chrétiens.
Le mobilier est classique, avec des orgues à l'entrée, une chaire et deux tables dans le chœur.